# Rapport
El rapport és el fenomen en el qual dues o més persones senten que estan en “sintonia” psicològica i emocional (simpatia), perquè se senten similars o es relacionen bé entre si. La teoria del rapport inclou tres components conductuals: atenció mútua, positivitat mútua i coordinació.
La paraula es deriva de l'antic verb francès rapporter que literalment significa portar alguna cosa a canvi; i, en el sentit de com les persones es relacionen entre si, significa que el que una persona envia, l'altra ho retorna. Per exemple, poden adonar-se que comparteixen els mateixos valors, creences, coneixements i conductes entorn de l'esport, la política o qualsevol temàtica.
El rapport s'estableix de forma habitual en la introducció terapèutica o en certa situació social que mereixi un estímul i alhora un intercanvi d'informació, en això s'estableix la seva base psicològica.
El rapport es pot aconseguir mitjançant tècniques verbals com no verbals, tot i que sembla que les primeres són més efectives.